# 慶桂
慶桂（1737年—1816年），字樹齋，章佳氏，滿洲鑲黃旗人，大學士尹繼善子。清朝官员，授文淵閣大學士。

## 生平
乾隆二年（1737年）生。以廕生授戶部員外郎，充軍機章京，超擢內閣學士。乾隆三十二年（1767年），充庫倫辦事大臣，遷理藩院侍郎。三十六年，授軍機大臣。歷任伊犁參贊大臣、塔爾巴哈台參贊大臣。四十二年，授吏部侍郎。調烏里雅蘇臺將軍，授正黃旗漢軍都統，因病回京。四十七年，授盛京將軍，歷任吉林將軍、福州將軍。四十九年，入覲，授工部尚書，仍直軍機，調兵部尚書。五十年，署黑龍江將軍。時陝甘總督福康安赴阿克蘇，上命慶桂帶欽差關防，暫署陝甘總督。尋授塔爾巴哈台參贊大臣。五十一年，召授兵部尚書。五十七年，廓爾喀平定，慶桂為功臣之一，圖形紫光閣。五十八年，荆州将军。
嘉慶四年（1799年），授刑部尚書、協辦大學士，復直軍機。授內大臣，監修《高宗實錄》，加太子太保。拜文淵閣大學士，總理刑部。十七年，晉太保。因年老，罷直軍機處，仍授內大臣。嘉慶二十一年（1816年），卒，諡文恪。

## 編作
- 與他人編撰有《欽定剿平三省邪匪方略》。

## 家人
- 祖：尹泰
- 父：尹繼善
- 兄弟姐妹：慶蘭 (似村); 慶保 (佑之 蕉園 蘭雪堂); 慶雲; 慶揚; 慶玉 (两峯); 章佳氏(嫁儀慎親王 【(愛新覺羅)】 永璇); 慶霖 (晴村); 章佳氏; 慶溥; 慶彰 ；章佳氏（嫁瓜爾佳氏哈寧阿）；同父异母章佳氏（嫁愛新覺羅珠雲）
- 妻：宗室氏
- 子女：福同（或同德，族譜記，嘉慶朝兵部車駕司員外郎）、女章佳氏嫁睿慎親王寶恩
- 孫：培鎖、侍郎和闐辦事大臣培成（妻富察氏、妾李氏）
- 曾孫：世昌（字錫五、卜庭，妻齊氏）、百昌、廕昌、庚昌（光绪朝都察院衙門禮科筆帖、神機營額外委員）

## 延伸阅读
[在维基数据编辑]
 《清史稿/卷341》，出自趙爾巽《清史稿》
 《清史稿/卷341》